# Maison de Dragomir Arambašić
La maison de Dragomir Arambašić (en serbe cyrillique : Кућа Драгомира Арамбашића ; en serbe latin : Kuća Dragomira Arambašića) est située à Belgrade, la capitale de la Serbie, dans la municipalité urbaine de Stari grad. Construite en 1906, elle est inscrite sur la liste des biens culturels de la Ville de Belgrade.

## Présentation
La maison de Dragomir Arambašić, située 20 rue Gospodar Jevremova, a été construite en 1906 d'après des plans de l'architecte Branko Tanazević. Elle constitue le bâtiment le plus récent du quartier du lycée de Dositej, qui est considéré comme l'un des ensembles urbains les plus anciens et les plus remarquables de la capitale serbe.
La maison tire une partie de sa valeur de son lien avec la vie et l'œuvre du sculpteur Dragomir Arambašić (1881-1945), qui est notamment l'auteur de nombreuses sculptures appliquées sur les façades des bâtiments de Belgrade.